# 中国驻叶卡捷琳堡总领事馆
中华人民共和国驻叶卡捷琳堡总领事馆（俄语：Генеральное Консульство Китайской Народной Республики в г.Екатеринбурге），简称中国驻叶卡捷琳堡总领事馆，是中华人民共和国派驻俄罗斯叶卡捷琳堡的最高级别外交机构，位于叶卡捷琳堡市柴可夫斯基街45号（ул. Чайковского, 45）。领区包括斯维尔德洛夫斯克州、车里雅宾斯克州、秋明州、鄂木斯克州、新西伯利亚州和克拉斯诺亚尔斯克边疆区。

## 机构设置
中国驻叶卡捷琳堡总领事馆设置下列机构：
- 双边处
- 领侨处
- 办公室